# Yinna Shan
Yinna Shan (kinesiska: 阴那山) är ett berg i Kina. Det ligger i provinsen Guangdong, i den södra delen av landet, omkring 350 kilometer nordost om provinshuvudstaden Guangzhou. Toppen på Yinna Shan är 1 297 meter över havet, eller 956 meter över den omgivande terrängen. Bredden vid basen är 18,5 km.
Yinna Shan är den högsta punkten i trakten. Runt Yinna Shan är det ganska tätbefolkat, med 129 invånare per kvadratkilometer. Närmaste större samhälle är Sanxiang, 8,2 km sydväst om Yinna Shan. I omgivningarna runt Yinna Shan växer i huvudsak städsegrön lövskog.
Genomsnittlig årsnederbörd är 2 004 millimeter. Den regnigaste månaden är maj, med i genomsnitt 420 mm nederbörd, och den torraste är oktober, med 23 mm nederbörd.